# Rachunek wariacyjny

Problem brachistochrony – klasyczne zagadnienie rachunku wariacyjnego

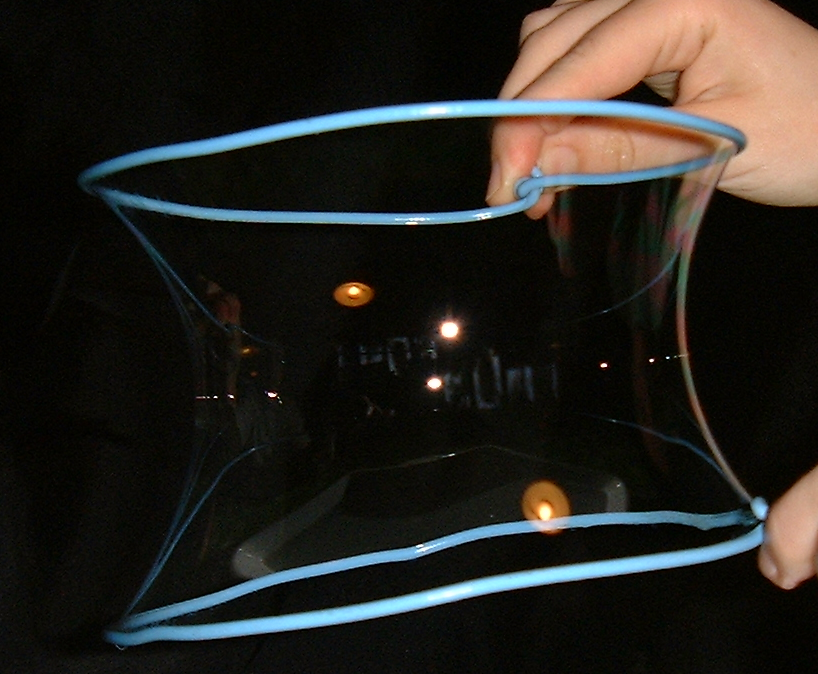
Katenoida ma najmniejsze pole wśród powierzchni łączących dwa równe okręgi. Jest to rozwiązanie przykładowego zagadnienia Plateau.

Rachunek wariacyjny – dziedzina analizy matematycznej zajmująca się szukaniem ekstremów funkcjonałów określonych na przestrzeniach funkcyjnych.
Funkcjonały są to odwzorowania z przestrzeni wektorowej w liczby rzeczywiste. Rachunek wariacyjny zajmuje się więc szukaniem funkcji, dla której dany funkcjonał przyjmuje wartość ekstremalną. Najczęściej funkcjonał dany jest całką oznaczoną funkcji.
Początków powstania rachunku wariacyjnego należy szukać w rywalizacji braci Jakoba oraz Johanna Bernoullich oraz problemu brachistochrony.